# Onorificenze del Liechtenstein
Elenco delle onorificenze e degli ordini di merito e cavallereschi distribuiti dal Liechtenstein.

## Ordini cavallereschi
| Nastro | Onorificenza                                      |
| ------ | ------------------------------------------------- |
|        | Ordine al merito del principato del Liechtenstein |

## Medaglie militari e di benemerenza
| Nastro | Onorificenza                                                        |
| ------ | ------------------------------------------------------------------- |
|        | Croce al merito del principe del Liechtenstein                      |
|        | Croce d'onore del principe Giovanni II del Liechtenstein (obsoleta) |
|        | Medaglia di lungo servizio                                          |

## Medaglie commemorative
| Nastro | Onorificenza                                                                                          |
| ------ | --- |
|        | Medaglia commemorativa della giubileo d'oro del principe Giovanni II del Liechtenstein (1908)         |
|        | Medaglia commemorativa del 50º compleanno del principe Francesco Giuseppe II del Liechtenstein (1956) |
|        | Medaglia commemorativa del 70º compleanno del principe Francesco Giuseppe II del Liechtenstein (1976) |